# Monstret som slukade Stockholm
Monstret som slukade Stockholm är ett svenskproducerat brädspel utgivet 1983 av Target Games / Äventyrsspel och designat av Anders Fager. Det distribuerades av AB Jan Edman och formgavs av Reklambolaget Almebäck & Hägglöf. Spelet är inspirerat av de i japanska monsterfilmer obligatoriska holmgångarna i stadskärnor. En spelare kontrollerar ett monster (det finns flera att välja på) och får en uppgift att lösa, till exempel att demolera kungliga slottet eller skatteskrapan. Den andra spelaren kontrollerar de poliser, brandmän och militärer som i god Godzilla-tradition försöker hejda monstret och dess destruktiva framfart. Ett tidstypiskt inslag är ett gäng oberäkneliga skinheads som ömsom hjälper monstret, ömsom bekämpar det allt efter hur tärningen faller.
Spelet är starkt inspirerat av det amerikanska spelet The Creature That Ate Sheboygan, utgivet 1979 av speltillverkaren SPI.